# 柔利人

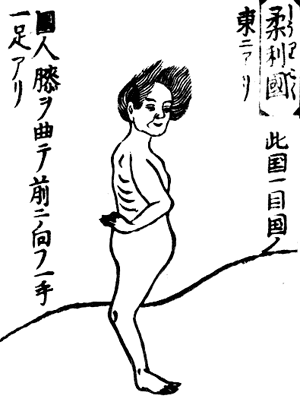
『唐土訓蒙図彙』（1802年、日本）「柔利国」より柔利人

柔利人（じゅうりじん）は中国に伝わる伝説上の人種である。牛黎（ぎゅうり、ぎゅうれい）または留利（りゅうり）とも呼ばれる。古代中国では北方に位置する国に棲んでいたとされる。

## 概説
古代中国の地理書『山海経』の海外北経・大荒北経によると、柔利国は一目国の東、深目国の西にあり、柔利人は人間の姿をしているが、手や足がひとつずつしかなく、また骨もないという。
類書である王圻『三才図会』では、膝が逆向きにも曲がると記されており、日本の『和漢三才図会』や奈良絵本『異国物語』などでもこの解説が使われている。

## 柔利人の登場する作品
葛飾北斎『北斎漫画』
第3編（1815年）に描かれている。